# Sept Winchester pour un massacre
Pour plus de détails, voir Fiche technique et Distribution.
Sept Winchester pour un massacre (titre original : 7 Winchester per un massacro) est un film italien d'E.G. Rowland sorti en 1967.

## Synopsis
À la fin de la Guerre de Sécession, le colonel Blake apprend l'existence d'un trésor de guerre servant jadis à financer l'insurrection des confédérés. Avec sa bande de soldats et pillards sudistes, il décide de partir à la quête du magot. Seulement voilà : Celui-ci est caché dans en territoire indien...

## Fiche technique
- Titre original : 7 Winchester per un massacro
- Titre anglophone : Renegade Riders
- Réalisation : E.G. Rowland
- Scénario : Tito Carpi et E.G. Rowland d'après une histoire de Marino Girolami
- Directeur de la photographie : Aldo Pinelli
- Montage : Antonietta Zita
- Musique : Francesco De Masi
- Costumes : Giorgio Desideri
- Production : E.G. Rowland
- Genre : Western spaghetti
- Pays :  Italie
- Couleur : Technicolor
- Durée : 98 minutes
- Date de sortie :
  - Italie : 14 avril 1967
  - États-Unis : 4 décembre 1968 (New York)
  - France : 31 juillet 1974 (Paris)

## Distribution
- Edd Byrnes (VF : Jean-Louis Jemma) : Stuart
- Guy Madison (VF : Jacques Deschamps) : Colonel Thomas Blake
- Thomas Moore (VF : Henry Djanik) : Chamaco Gonzales (Latimar en VF)
- Louise Barrett : Manuela
- Ryk Boyd : Fred Calhoun
- Alfred Aysanoa : Rios
- Attilio Severini (VF : Jean-Pierre Duclos) : Mesa Alvarez
- Giulio Maculani (VF : Jacques Torrens) : le shérif de Durango
- Piero Vida (VF : Jean Berton) : Levasseur
- Mario Donen (VF : Jean Lagache) : un soldat nordiste
- Marco Mariani : un soldat nordiste
- Adriana Facchetti (VF : Lita Recio) : Miss Belle